# Analogia entis
Analogia entis est une œuvre du théologien jésuite allemand Erich Przywara. Erich Przywara y cherche une coordination, fondée ontologiquement dans la tradition aristotélico-thomiste, de la philosophie et de la théologie, en quoi il faisait œuvre originale par rapport à la position des théologiens protestants comme Karl Barth soucieux de rejeter toute tentative de « théologie naturelle ». Elle fut traduite en français par Philibert Secretan. 
La fonction de cette analogia entis ('analogie de l'être') est plus particulièrement apparue à l'occasion d'une célèbre controverse qui l'opposa au théologien protestant Karl Barth tenant d'une analogia fidei ('analogie de la foi'),.

## Le contexte
Dans les années 1920 et 1930 un thème dominait la scène intellectuelle celui de la ou des « Visions du monde », Weltanschauung. C'est dans ce contexte que vient s'inscrire le renouveau de l'analogie que lance le jésuite Erich Przywara. Il pense avoir trouvé avec l'analogia entis la clef de voûte d'une « vision religieuse du monde » en l'occurrence de la « vision catholique ». C'est une fonction qui se situe bien au-delà de celle que lui avait assigné Aristote, Thomas d'Aquin, Kant remarque Jean Greisch.
Ce dernier fait état des débats autour de la philosophie de la religion des années vingt avec l'introduction de la phénoménologie que Przywara considère comme inutile car l' analogia entis répond par avance à tous ces problèmes (notamment la synthèse du subjectif et de l'objectif). D'autre part, face au Dieu « tout autre » le Deus absconditus, de la lecture de l' Épître aux Romains par le théologien protestant Karl Barth, que Przywara comprend comme la proclamation d'une « Vision du monde » ou Weltanschauung protestante, va, avec l' analogia, s'efforcer de mettre sur pied  une Weltanschauung catholique. Plus spécifiquement philosophiques, il s'agit de s'imposer face une modernité dominée par le cartésianisme et de prendre en compte la réflexion des théologiens explorant les voies d'une relecture « thomiste du kantisme ».

## Contenu
Dans l'introduction Przywara exprime sa volonté de saisir l'ultime lien qui relie Dieu et la créature qui implique « l'unité interne de la nature et de la surnature, de la philosophie et de la théologie, dans la formulation que lui donna le Concile du Latran IV en 1215 ». L'auteur y formule ainsi l'idée à la base de son écrit « au Dieu vivant incompréhensible intérieur qui demande notre assentiment ultime et personnel correspond le Dieu incompréhensible en  majesté au-dessus de nous, tel qu'il se manifeste dans la création, soulignant la séparation et la différence, double figure du paradoxe  divin relevant d'une polarité dynamique  et source d'une tension en constante transformation ». L'appréhension du mystère de Dieu est vécu dans ce va-et-vient de l'expérience inépuisable de ces différentes faces. On parle de « dynamique » qui oppose le Dieu qui « est » et la créature en devenir mais aussi de « polarité et d'unité » parce que face au Dieu immuable le changement de la créature se fait dans une relative immutabilité du lien d'union.
S'agissant de sa méthode « ce qui la caractérise, et qui l'oppose aux philosophies transcendantales, c'est son caractère synthétique, enrichissant sans cesse de nouveaux apports les données établies aux premières pages d'Analogia entis et construisant peu à peu la solution d'un problème qui ne révèle son vrai sens et sa portée réelle qu'au moment où il est définitivement résolu » écrit André Hayen.
Enfin, en faisant de  l'Analogia entis, la structure fondamentale d'une pensée typiquement catholique, Przywara donne à l'« analogie » un rôle qui déborde celui que lui attribuait la théologie classique. « Il désigne par ce terme le principe formel de la relation des étants entre eux (analogie horizontale) et de la relation des créatures au créateur » résume Philibert Secretan, traducteur du livre.

## Plan sommaire
(Ce sommaire, qui se limite à la première section de l'ouvrage, ne prétend aucunement être exhaustif ni même juste sur une œuvre célèbre par sa difficulté et le niveau de son abstraction)

### Analyse formelle de toute métaphysique § 1
Si elle se veut métaphysique l' Analogia entis, va devoir d'abord satisfaire aux critères formels du genre. C'est pourquoi  Przywara s'attache dans une longue et abstraite première section, à explorer la structure formelle de toute métaphysique à l'issue de laquelle sera examinée dans une seconde section et sous le même angle formel l'Analogia entis et son droit à être qualifiée ainsi. L'auteur montre d'abord comment la métaphysique se scinde en deux : la méta-noétique qui considère le côté acte (de pensée) et la méta-ontique, le côté objet (de pensée), puis le mouvement de transcendance et de dépassement qui les porte l'un vers l'autre. 

#### Les deux versants
« Erich Przywara commence par montrer comment les prétentions totalisantes d'une métaphysique de l'être pur — qu'elle soit « méta-ontique » — ou de la conscience pure — « méta-noétique » — conduisent à d'insurmontables contradictions »,. Si on ne peut s'en tenir à l'idée d'un « moi absolu » qui serait toute réalité (idéalisme absolu comme Fichte), ou d'un non-moi absolu (réalisme absolu ou spinozisme), l'antinomie n'est cependant pas insurmontable. Il s'agit de commencer par la méta-noétique en obéissant aux lois immanentes qui l'oriente, dès le principe vers la méta-ontique. Il est donc nécessaire, puisque ces principes ne peuvent être écartés, de les composer, de les coordonner pour obtenir une unité à la fois idéelle et réelle. Ce sera le rôle d'une « analogia entis » qui
incapable d'identifier dynamiquement être et conscience, va se situer dans la tension entre ces deux pôles corrélatifs et insuffisants en eux-mêmes. En effet, tout en conjurant les tentations d'une méta-ontique et d'une méta-noétique englobantes, elle pointe vers une unité d'être et de conscience qui n'existe qu'en Dieu. Or il y a selon Przywara  un « concept de Dieu immanent à la métaphysique» qu'il est possible d'explorer avant même d'établir l'existence de Dieu proprement dite ».

#### Distinguer
De cette concurrence structurelle entre méta-ontique et méta-noétique naît la nécessité d'envisager un point d'équilibre. Une démarche qui vise l'élucidation du fondement doit-elle s'interroger prioritairement sur « l'acte du savoir » (Przywara parlera de « méta-noétique ») ou sur l'être comme « objet du savoir » (il s'agira alors de méta-ontique). L'une et l'autre démarche n'est exclusive de l'autre, car l'alternative n'est pas entre une « méta-noétique » et une « méta-ontique » mais, indifféremment, entre l'une comme point de départ et l'autre comme point d'arrivée, sachant qu'aucune de ces formes n'a la possibilité de se fermer sur elle-même.

#### Définir
En avouant son incapacité à identifier dynamiquement être et conscience, en devant se situer dans la tension entre ces deux pôles corrélatifs et insuffisants en eux-mêmes, la métaphysique s'avoue finie, ou mieux, selon l'expression przywaranienne « créaturelle ». Si la méta-noétique est tendu vers la méta-ontique , à l'inverse la méta-ontique est invitée à opérer sur elle-même une critique réflexive en direction de la méta-noétique. Est-il possible de définir laquelle de ces deux démarches présente un avantage de fait, sinon ne font elles pas signe vers une unité par-delà elles-mêmes.

#### Fonder
L'une ne va pas sans l'autre. Si la conscience et l'être sont à ce point liés le fondement ultime de cette « métaphysique créaturelle » réside dans cette connexion. Parce qu'il n'y a pas d'acte de savoir qui ne soit pas corrélativement saisie d'objet , il semble que l'avantage premier soit à la « méta-ontique ».
Przywara écarte l'« acte de savoir » (méta-noétique) au motif qu'il nécessiterait une justification de cet acte lui-même qui pourrait, d'exigence de justification en exigence de justification, paralyser jusqu'à l'infini. La seconde forme de raisonnement ou « méta-ontique » paraît préférable sauf qu'elle ne peut se développer qu'en ayant recours à une « théorie de la connaissance » tout à fait précise. Si l'on admet qu'il convient d'élaborer prioritairement cette théorie de la connaissance nous sommes renvoyé dèrechef sur le versant noétique
Entre la conscience et l'« être » la métaphysique, sans pouvoir identifier l'être à la conscience, se condamne à osciller d'un pôle à l'autre, sans point de départ ni point d'arrivée absolus, c'est en cela que l'on peut la considérer comme finie ou selon l'expression de Przywara «créaturelle». Privée de tout appui cette métaphysique « pointe vers une unité d'être et de conscience qui n'existe qu'en Dieu ».

### La question de la transcendance § 2
On peut envisager les transcendantaux d'un point de vue méta-ontique comme des dimensions de l'être ; on peut à l'inverse les traiter d'un point de vue purement méta-noétique, en tant qu'orientations transcendantales du sujet connaissant. Przywara fait jouer aux transcendantaux (vrai-bien-beau) « le rôle d'horizon de vérification à la jointure du noétique et de l'ontique ». D'une part l'intelligence ou pensée, est amenée à couronner une hiérarchie d'activités , belles, bonnes ou vraies donc aussi esthétiques , éthiques et théoriques. Par ailleurs les choses articulées en puissance et acte donc analysées selon le devenir, contiennent, le vrai, le beau et le bon. Et Przywara poursuit « comme devant être réalisés, donc en puissance, le bon et le beau sont vraiment parfaits dans une chose en acte ».On voit donc une double tension d'une part entre les archétypes éternels et les réalisations concrètes ainsi que l'articulation du temporel entre puissance et acte.
« L'analogie est le principe d'une métaphysique qui fait l'expérience de la totalité de l'ordre créé ; non pas parce qu'elle le déduit à partir de son principe, mais parce qu'elle s'ouvre à lui dans ce principe » relève Jean Greisch.

### Métaphysique a priori et métaphysique a posteriori § 3
Dans tout étant il y a un rapport entre ce qui est visible et le fond caché, l'arrière plan qui constitue l'objet propre de la métaphysique. Ce rapport s'exprime en termes de différence entre « être et étant » et en termes « d'universel et de particulier ». Les déterminations d'être dites universelles sont des formes a priori idéales dans la pensée de domaines concrets comme « le bien de l'agir ou le beau du créer ». Descendant du supérieur vers l'inférieur cette métaphysique est  a priori  objectivement formelle, il s'en distingue, une métaphysique a posteriori, dans laquelle le regard remonte de l'empirique vers le transcendantal.

### Métaphysique et théologie § 4
La tension entre méta-noétique et méta-ontique n'est pas le seul lieu où se joue la « créaturalité de la métaphysique ». La métaphysique ne peut échapper à la question de Dieu.  Au nom même des exigences de la métaphysique, la question du divin doit être affrontée. Il y a un concept de Dieu immanent à la métaphysique  qu'il est possible d'explorer avant même d'établir l'existence de Dieu proprement dite. 

#### Du couple «sujet-objet» au couple «essence-existence»
Pour Przywara, soit la question sur « Dieu et la créature » se ramène au rapport « fondement-fondé » donc à la causalité, soit la question sur « Dieu et la créature » est une question distincte. Dans les deux cas le problème de Dieu a nécessairement le profil formel de « Dieu sur la créature ».Ce constat ne signifie pas que la question de « Dieu sur la créature » constitue un discours philosophique hétérogène. La nouvelle relation n'est simplement plus lue suivant le couple canonique « sujet-objet », mais suivant le nouveau couple « essence-existence ». Cette nouvelle relation  peut dans l'absolu, et dans une métaphysique a priori faire de la créature une véritable « manifestation de Dieu ».

#### Possibilité d'une métaphysique créaturelle
Le « Dieu sur la créature » qui a été formulé à partir du « fondement-fondé », ne rend il pas caduque toute prétention à construire une métaphysique à partir de la créature ? N'est-il pas nécessaire que le divin se révèle lui-même ? Cette question détermine le rapport ente métaphysique philosophique et métaphysique théologique. Przywara note ainsi que pour Thomas d'Aquin, seule la théologie, en tant que discours sur Dieu, est l'authentique métaphysique, car la relation Dieu-créature est le principium, c'est-à-dire le plus intérieur « fondement-fin et sens » des objets de la philosophie.

#### Ce qui distingue le Dieu de la philosophie et le Dieu de la théologie
« En philosophie, Dieu est mesuré par la créature; en théologie la créature est mesurée par Dieu ». « La philosophie a son lieu naturel dans le domaine des créatures de sorte que le divin n'en est un objet que dans la mesure où il tombe sous la condition de la « créaturalité », c'est-à-dire où il est fondement-fin et sens des créatures et aucunement « en soi » ». À l'inverse la théologie est le domaine du divin lui-même et la créature n'est en question que tout autant qu'elle est le lieu et le mode de l'annonce du divin.

#### La relation entre philosophie et théologie
La métaphysique monte philosophiquement vers le « fondement en soi, fin en soi, sens en soi » qu'est Dieu. Dans le catholicisme c'est la métaphysique créaturelle qui se développe et enveloppe le rapport nature-grâce,raison et foi.